# Veitskirche (Passail)

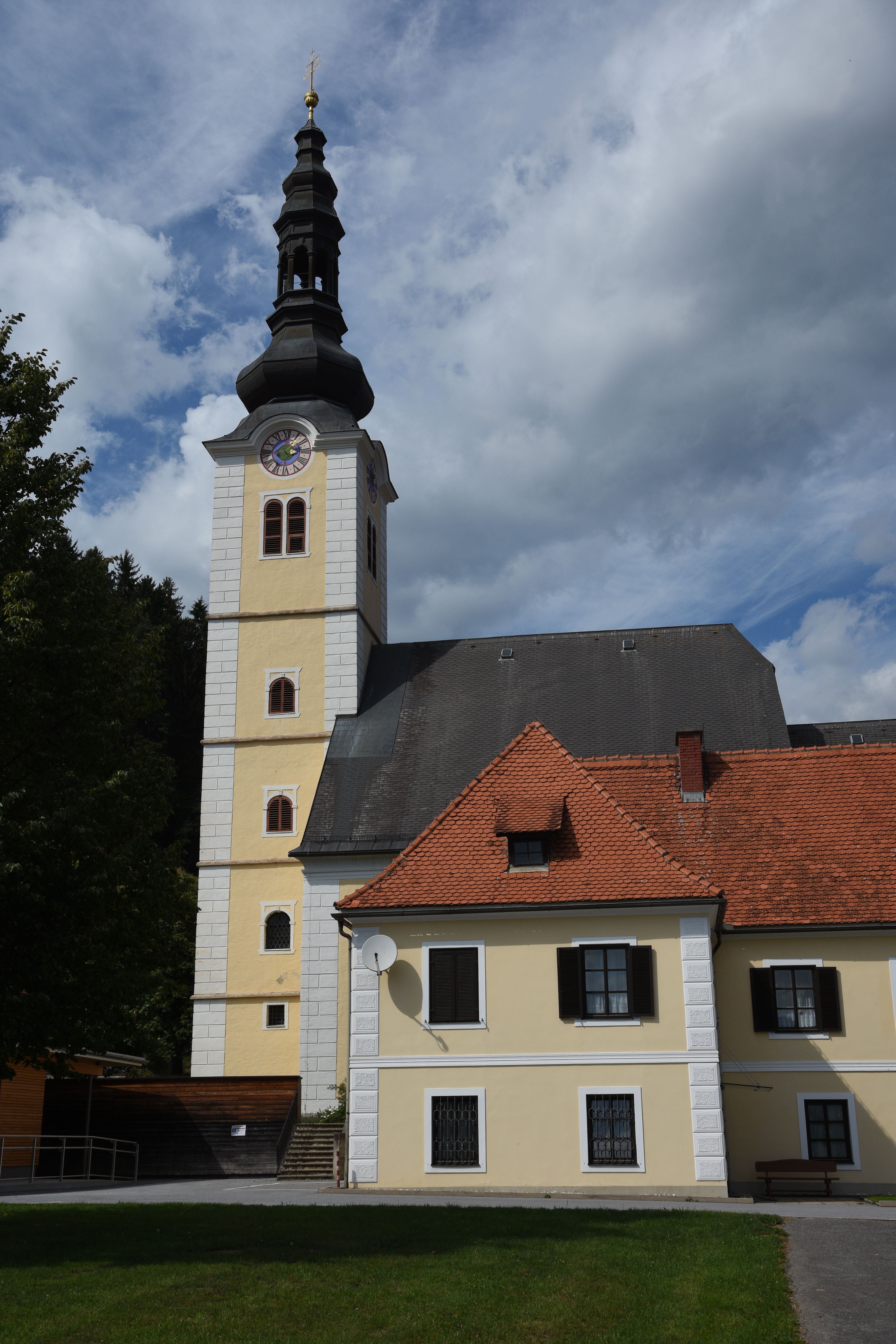
St. Veit

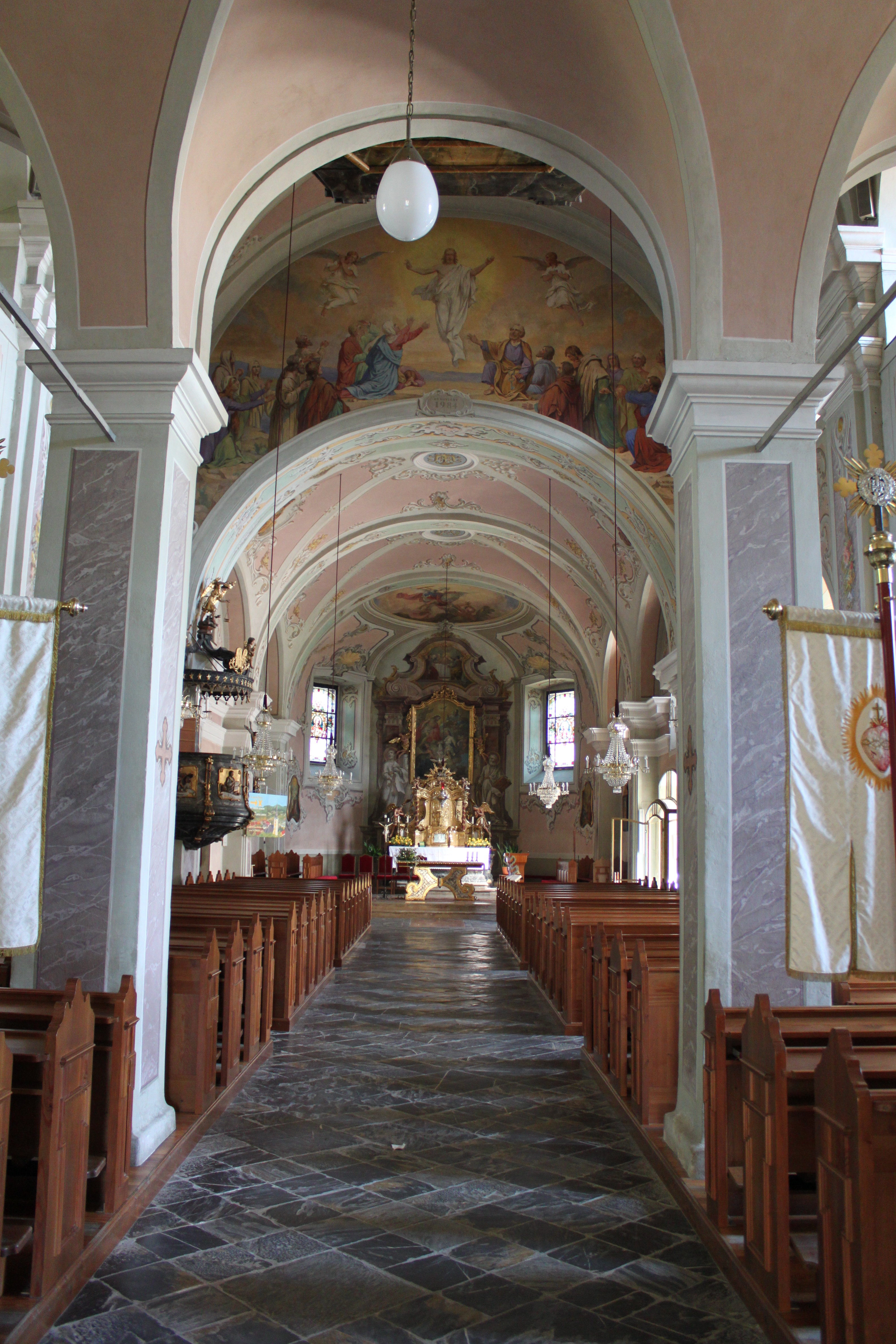
Die Gesamtansicht

Die Pfarrkirche hl. Veit ist eine römisch-katholische Kirche in der Marktgemeinde Passail in der Steiermark.
Urkundlich ist die Kirche im Jahre 1240 genannt. Der gotische Bau wurde in der 2. Hälfte des 17. Jahrhunderts vollständig erneuert. Das ursprüngliche Patrozinium bis 1707 war der hl. Michael.
Der zweijochige Chor mit halbkreisförmigem Schluss ist kreuzgratgewölbt auf Wandvorlagen und hat außen eine Pilastergliederung mit Treppentürmchen und wurde im Jahre 1667 nach den Plänen des Baumeisters Matthias Karner errichtet. Das dreijochige Langhaus, mit seitlichen Kapellen und Emporen, mit Kreuzgratgewölbe auf Gurten auf hohen Pilastern, wie auch die Sakristei mit spätgotischem Schulterbogenportal mit eisenbeschlagener Türe und einem Oratorium an der Nordseite des Chores, wurde von 1685 bis 1696 nach den Plänen des Baumeisters Jakob Schmerlaib angebaut. Der im Westen vorgestellte quadratische Frontturm (Hauptportalturm) wurde im Jahre 1837 erhöht.
Die Fresken im Chor schuf im 4. Viertel des 18. Jahrhunderts Josef Adam Mölck und wurden 1931 von Ludwig von Kurz zum Thurn und Goldenstein restauriert, wobei Ludwig von Kurz die Fresken am Fronbogen Himmelfahrt Christi und die neobarocken Dekorationsmalereien im Langhaus ergänzte.
Der Hochaltar trägt das Altarbild Himmelfahrt des hl. Veit von Josef Adam Mölck aus 1781. Seitlich im Langhaus sind sechs Kapellenaltäre. Die Seitenaltarbilder des 14-Nothelfer-Altares und des Donatus-Altares sind von Johann Veit Hauck um 1730. Die Kanzel aus 1869 trägt Reliefs und Schalldachfiguren aus dem Ende des 17. Jahrhunderts.
Es gibt eine Glocke von Hans B. Porta aus 1650. Die Orgel ist aus 1880. Die Glasfenster sind aus 1904. 
Unter der Kanzel ist eine Gruft der Adelsfamilie Stubenberg. Es gibt Grabsteine zu Hans von Stubenberg aus 1400, zu M. Zusser aus 1667.
Der Pfarrhof hat einen römischen Inschriftstein aus dem 1. Jahrhundert und einen Grabstein aus 1650.